# 쿠프레수스속
쿠프레수스속(학명: Cupressus)은 측백나무과에 속하는 속이다. 영어권에서는 사이프러스(영어: cypress)라 부른다. 
지름은 2m, 줄기는 35-50m 높이까지 느리게 자라는 침엽수이다. 나무 껍질은 적갈색을 띠고 있으며 수직적으로 균열이 있고 끈적끈적한 질감이 있다. 잎사귀는 평평하게 손바닥을 펼친 모양으로 배열된다. 다 자란 잎은 크기가 비슷하며 길이 1.5-2mm이고 끝이 뾰족하다.
중국의 란저우 대학에 소속한 과학자들은 2012년에 실시된 연구를 통해 전 세계의 모든 쿠프레수스 나무종이 대륙 이동설을 뒷받침한 증거라고 발표하였다.

## 종
- 사전트쿠프레수스 C. sargentii Jeps.
- 샤스타쿠프레수스 C. macnabiana A. Murray bis
- 애리조나쿠프레수스 C. arizonica Greene
  - 네바다쿠프레수스 C. arizonica var. nevadensis (Abrams) Little
  - C. arizonica var. glabra (Sudw.) Little
  - C. arizonica var. montana (Wiggins) Little
  - C. arizonica var. revealiana Silba
  - C. arizonica var. stephensonii (C. B. Wolf) Little
- 애브람스쿠프레수스 C. abramsiana C. B. Wolf
- 중국수양쿠프레수스 C. funebris Endl.
- 중국쿠프레수스 C. duclouxiana Hickel
- 지중해쿠프레수스 C. sempervirens L.
  - C. sempervirens var. atlantica (Gaussen) Silba
  - C. sempervirens var. dupreziana (A. Camus) Silba
- 티베트쿠프레수스 C. torulosa D. Don
  - 큰쿠프레수스 C. torulosa var. gigantea (W. C. Cheng & L. K. Fu) Farjon
- C. bakeri Jeps.
- C. cashmeriana Carrière
- C. chengiana S. Y. Hu
  - C. chengiana var. jiangensis (N. Zhao) Silba
- C. goveniana Gordon
- C. guadalupensis S. Watson
  - C. guadalupensis var. forbesii (Jeps.) Little
- C. lusitanica Mill.
  - C. lusitanica var. benthamii (Endl.) Carrière
- C. macrocarpa Hartw.
- C. nootkatensis D. Don
- C. pigmaea (Lemmon) Sarg.
- C. vietnamensis (Farjon & Hiep) Silba
- C. × leylandii A. B. Jacks. & Dallim.